# Umfang (Geometrie)

Umfang des Kreises:
U = d·π (hier ist d = 1)

Umfang des Rechtecks:
U = 2·a + 2·b = 2·(a + b)

Der Umfang einer ebenen Figur, die durch eine Linie begrenzt ist, bezeichnet die Länge ihrer Begrenzungslinie.
Die Formel für den Kreisumfang lautet:
{\displaystyle U=\pi \,d=2\pi \,r}
- {\displaystyle U} steht dabei für den Umfang,
- {\displaystyle r} für den Radius des Kreises,
- {\displaystyle \pi } für die Kreiszahl mit dem Wert 3,14159265… und
- {\displaystyle d} für den Kreisdurchmesser.

Der Umfang eines Vielecks ist die Summe seiner Seitenlängen.

Herzkurve
(Zeichnung mit)

Wird die Begrenzungslinie der Figur durch eine geschlossene stückweise glatte Parameterkurve {\displaystyle \gamma \colon [a,b]\rightarrow \mathbb {R} ^{2}} beschrieben mit
{\displaystyle \gamma (t)={\begin{pmatrix}x(t)\\y(t)\end{pmatrix}}},
so lässt sich ihr Umfang {\displaystyle U} über das folgende Integral berechnen:
{\displaystyle U=\int \limits _{a}^{b}{\sqrt {x'(t)^{2}+y'(t)^{2}}}\,\mathrm {d} t}. (siehe Länge (Mathematik))